# Ma'anjan
Ma'anjan, ook Maanyak-Dajaks of Ma'anyan (hoewel deze naam meer in het Engels wordt gebruikt) is een Austronesische taal van de groep der Zuid-talen, die wordt gesproken in de Zuidoost-Aziatische eilandenstaat Indonesië. Het is de meestgesproken Centraal-Zuid-taal en daarmee ook veruit de belangrijkste Zuid-taal, en dat uit zich ook in de ontwikkeling: In 1999 werd het Nieuwe Testament naar deze taal vertaald. Het Ma'anjan wordt voornamelijk door aanhangers van de traditionele religies gebruikt, leden van de Ma'anjanstam.

## Taalgebied
Het Ma'anjan heeft een c-vormig taalgebied zonder kustlijn ten westen van de Baritorivier, in de provincie Zuid-Kalimantan (d.i. de zuidoostelijke provincie van Kalimantan, het Indonesische deel van Borneo), meer bepaald rond het dorpje Tamianglayang en de Patairivier. Het gebied grenst aan Dusun Witu- (noorden), Tawoyaans- (noordoosten), Lawangaans- (oosten (meer naar het noorden toe)), Paku- (oosten (meer centraal)), Dusun Deyah- (oosten (meer naar het zuiden toe)), Banjar- (zuidoosten, zuiden) en Bakumpaitalige (westen) gebieden.

## Classificatie
- Austronesische talen (1268)
  - Malayo-Polynesische talen (1248)
    - Baritotalen (27)
      - Oost-talen (18)
        - Centraal-Zuid-talen (5)
          - Zuid-talen (4)
            - Ma'anjan

## Verwantschap met Malagasitalen
Voor taalkundigen is het een groot raadsel hoe het komt dat het Ma'anjan en zijn sterk verwante broertjes zo verwant zijn aan de Malagasitalen van Madagaskar. Samen met de Malagasitalen en enkele andere talen van Indonesië, vormt het Ma'anjan de taalfamilie der Oost-talen, een subgroep van de Baritotalen die naar de rivier de Barito in Borneo (net ten westen van het Ma'anjan-taalgebied) zijn genoemd.
In tradities van de Ma'anjan zelf wordt beweerd dat hun voorouders vroeger in de streek van Bandjermasin hebben gewoond, waar zij in de tijd van de islamisering van Indonesië door de Maleiers deels zouden zijn verdreven, deels geassimileerd. Dit zou hun vroegere verspreiding over zee gemakkelijker te begrijpen maken.
Die verwantschap moet toch worden gerelativeerd, wees een eenvoudig onderzoek met 92 woorden uit; niet meer dan 49 Malagasitalige woorden leken op de Ma'anjanequivalenten. De getalnamen komen mooi overeen maar de namen voor de dagen van de week pikten de Malagasitalen van de Arabische talen. In totaal zou ondanks alle commotie minder dan de helft van de Ma'anjanwoorden op de Malagasi-equivalenten lijken.
De vier andere leden van de Centraal-Zuid-talen buiten beschouwing gelaten, zijn alleen het Tawoyaans en het Lawangaans (deze enige twee zogenaamde Noord-talen vormen de derde tak binnen de Oost-talen), beide uitsluitend in Indonesië gesproken, evenveel met de elf Malagasitalen verwant als het Ma'anjan.

## Woordenschat
75% van de woordenschat komt grofweg overeen met de Dusun Witu-woordenschat, 77% met die van het Paku. Beide talen zijn dan ook zeer verwant met het Ma'anjan, een relatie te vergelijken met die van het Afrikaans en het Nederlands.

## Evolutie van het aantal sprekers
- 1981: 70 000
- 2003: 150 000

Het aantal sprekers stijgt hoopvol.

## Verspreiding van de sprekers
- Indonesië: 150 000; 48e gedeelde plaats, 57e gedeelde plaats volgens totaal aantal sprekers